# Машеров, Пётр Миронович
Пётр Миро́нович Маше́ров (бел. Пётр Міро́навіч Машэ́раў; 31 января [13 февраля] 1918, Ширки, Сенненский уезд, Западная область, РСФСР — 4 октября 1980, Минская область, Белорусская ССР) — советский партийный и государственный деятель, первый секретарь ЦК Компартии Беларуси (с 1965), кандидат в члены Политбюро ЦК КПСС (с 1966; кандидат в члены ЦК с 1961).
Один из организаторов и руководителей партизанского движения в Белоруссии в годы Великой Отечественной войны. Герой Советского Союза (1944). Герой Социалистического Труда (1978). Член ВКП(б) с марта 1943 года.

## Биография

### Ранние годы и происхождение
Родился в бедной крестьянской семье  Мирона Васильевича Машеро (1882 — 1938) и  Дарьи Петровны Ляховской (1888 —1942). Прапрадед Петра Мироновича, по семейной легенде, якобы был французом Машеро́ (фр. Macheraut), солдатом наполеоновской армии, оставшимся после отступления на территории Сенненского уезда в 1812 году и принявшим православие, затем женившимся на крестьянке.
Из восьмерых родившихся в семье Машеровых детей выжили пятеро: Павел (1914—1988) (генерал-майор, руководил политотделом штаба Белорусского военного округа), Матрёна (1908-?), Пётр, Ольга (1924—2021) (врач-эндокринолог, работала в Гродненском медицинском институте) и Надежда (1930).

### Образование и трудовая деятельность

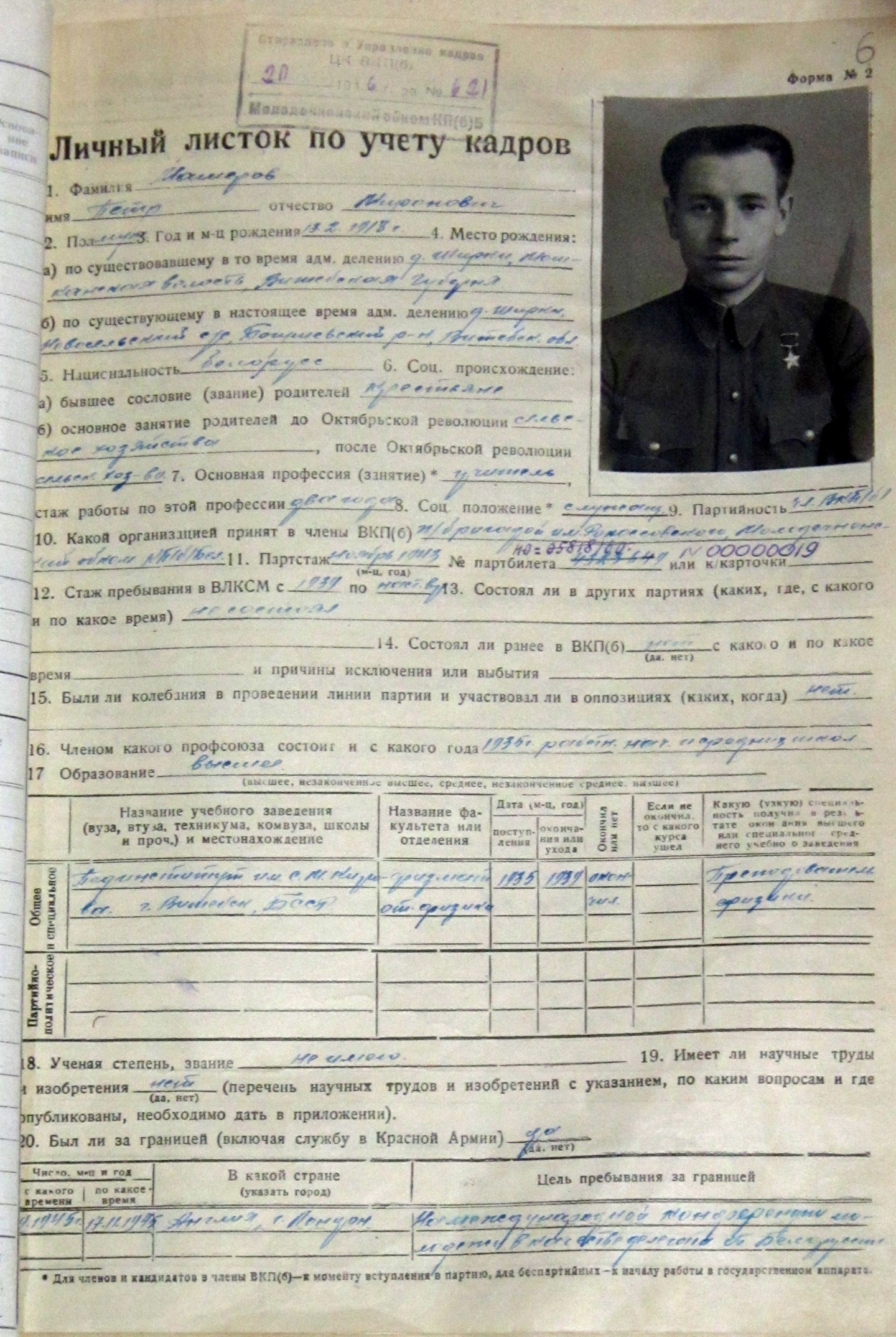
Личный листок по учёту кадров (ок. 1946 года) на выставке к 100-летию Машерова в Национальном архиве Республики Беларусь.

Пётр окончил Грибовскую начальную школу с почётной грамотой. Затем учился в Мошканской неполной средней школе, зимой обычно преодолевал путь в обе стороны (около 18 километров) на самодельных лыжах. На выходные и в летние каникулы Мирон, Павел и Пётр подрабатывали погрузкой брёвен в железнодорожные вагоны.
По воспоминаниям Ольги Пронько (Машеровой), в 1931—1933 годах семья жила впроголодь — не только из-за неблагоприятных погодных условий, но также из-за неумелого руководства недавно образованным колхозом. Машеровым помогала старшая сестра Матрёна, которая жила в Витебске и передавала в Ширки хлеб и сахар.
В 1933 году Пётр переехал в деревню Дворище Россонского района, где его старший брат Павел преподавал историю и географию после окончания Витебского педучилища. В 1934 году окончил школу в Дворище, в том же году поступил на последний курс педрабфака Витебского пединститута. С 1935 года — студент физико-математического факультета Витебского педагогического института имени С. М. Кирова, который окончил в 1939 году. В годы учёбы в пединституте жил у старшей сестры. Участвовал в работе студенческого научного кружка по физике и активно занимался спортом — катанием на лыжах и коньках, прыжками с трамплина.
В 1937 году его отец был арестован по ложному обвинению в антисоветской агитации, приговорён к 10 годам лишения свободы с отбыванием наказания в исправительно-трудовом лагере и вскоре скончался. В 1959 году посмертно реабилитирован «за отсутствием состава преступления».
По распределению в 1939—1941 годах работал учителем математики и физики в средней школе райцентра Россоны Витебской области. В Россонах был очень популярным среди учеников и уважаемым человеком в районе. Руководил работой школьного драматического кружка, иногда играл главные роли в постановках (в частности, в пьесе «Лес» Александра Островского). 

### Великая Отечественная война
В годы Великой Отечественной войны с первых дней доброволец в рядах Красной Армии, боец истребительного батальона. В августе 1941 года попал в окружение и в плен под Невелем, но сумел бежать из плена: при подходе немецкого поезда к границе выбрался из товарного вагона через боковой люк и спрыгнул с поезда на ходу, отделавшись тяжёлым ушибом и царапинами. Через несколько дней добрался до Россон, где у него осталась мать.
В августе 1941 года создал и возглавил комсомольско-молодёжное подполье в Россонах. С декабря 1941 по март 1942 года работал счетоводом в колхозе «Россоны» и учителем в школе. Одновременно занимался организацией комсомольского подполья и развертыванием партизанского движения в Россонском районе. Несколько месяцев подпольщики вербовали сторонников и собирали оружие и боеприпасы. Одна из явочных квартир подпольщиков находилась в кабинете зубного врача Полины Галановой — его будущей жены.
С апреля 1942 года — командир партизанского отряда имени Н. А. Щорса (сначала его избрали сами партизаны, и только потом его утвердили в БШПД), который действовал в Россонском, Дриссенском, Освейском районах Витебской области Белоруссии и на территории соседних районов России и Латвии. Начальником штаба отряда стал бывший ученик Машерова. В первые дни отряд собирал по окрестным деревням согласных сражаться бойцов, изображая их арест, — так в отряде надеялись избежать наказания для их родственников. В первом же бою Машеров был ранен, некоторое время скрывался в Россонах, в квартире бывшей ученицы, вопреки возражениям других партизан. С июля 1942 — кандидат, с лета 1943 — член ВКП(б). Дважды ранен.

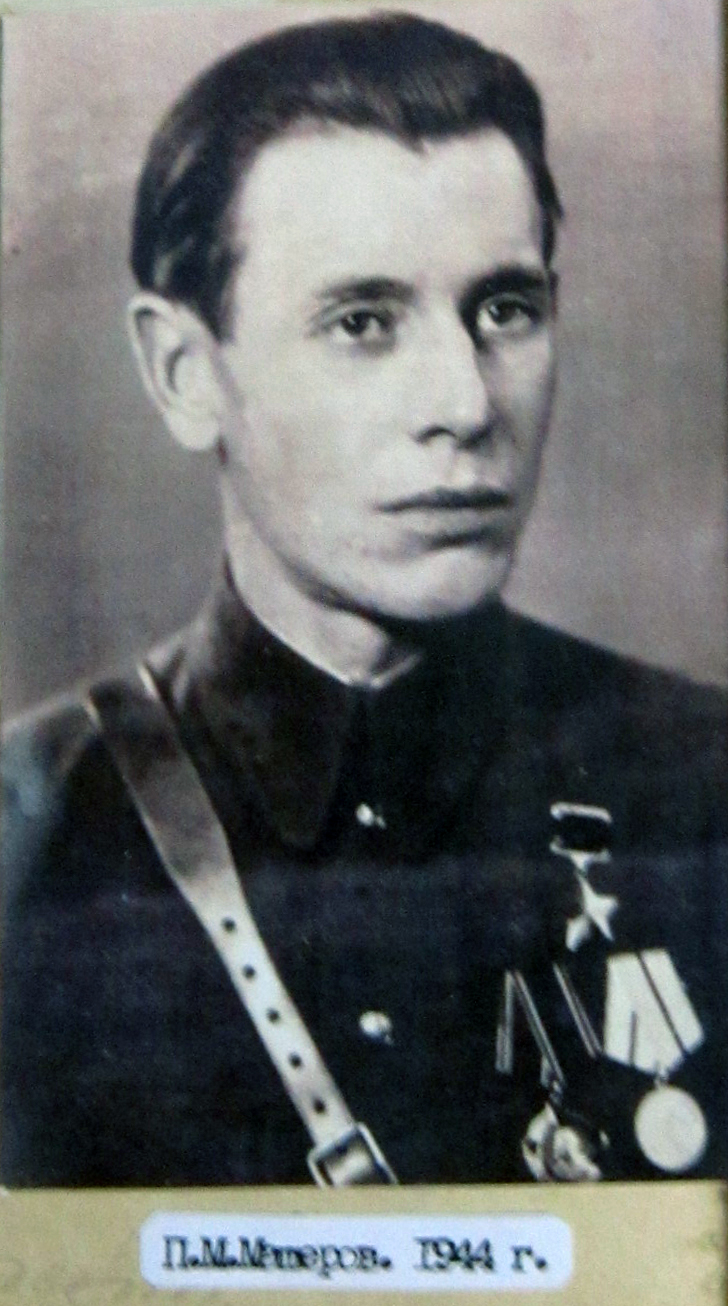
Машеров в 1944 году

Под кличкой Дубняк — один из организаторов и руководителей партизанского движения в Белоруссии. Руководимый им отряд в августе 1942 года совершил крупную операцию — взрыв моста через р. Дрисса на железной дороге Витебск — Рига. С марта 1943 года — комиссар партизанской бригады имени К. К. Рокоссовского. В составе партизанской бригады им. К. К. Рокоссовского принимал участие в боях с немецкими карательными частями, проводившими операцию «Зимнее волшебство». Летом 1943 года бригада получила приказ передислоцироваться в Вилейскую область. С сентября 1943 года — первый секретарь Вилейского подпольного обкома ЛКСМ Беларуси. В 1944 году был удостоен звания Героя Советского Союза.

### Комсомольская и партийная деятельность

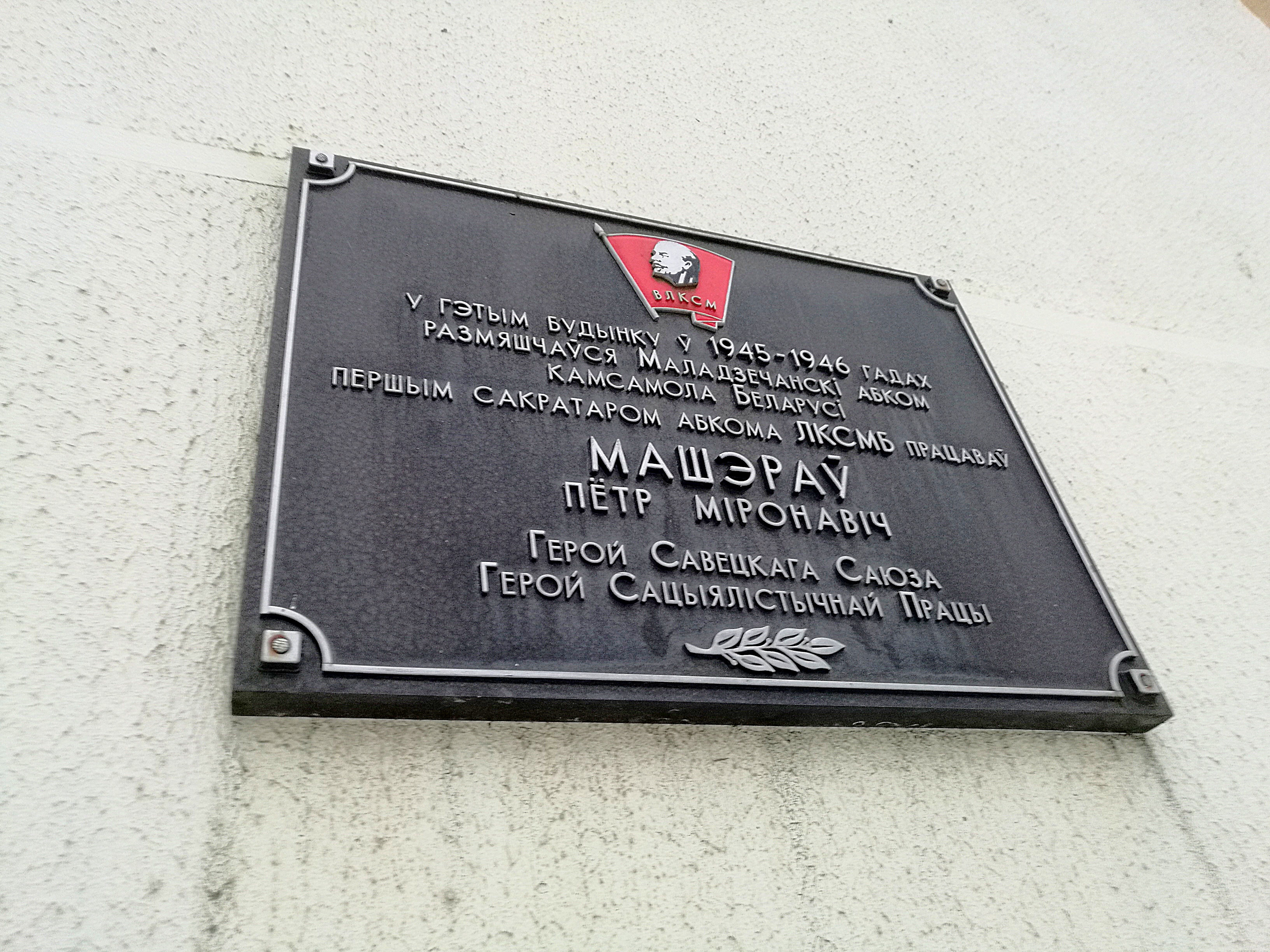
Табличка на здании в Молодечно

После освобождения Белоруссии — c июля 1944 года работал первым секретарём Молодечненского, Минского обкомов ЛКСМБ. По воспоминаниям помощника Машерова в 1970-е годы Владимира Величко, Машеров участвовал не только в восстановлении Молодечненской области, но и в операциях против Армии Крайовой. С июля 1946 года — секретарь, а с октября 1947 года — первый секретарь ЦК ЛКСМ Беларуси.
Вскоре Машеров перешёл на партийную работу по предложению первого секретаря ЦК КПБ Николая Патоличева, которому импонировала активная деятельность Машерова во главе комсомола. 16 июля 1954 года он был избран вторым секретарём Минского обкома партии. Очень скоро, 1 августа 1955 года, его выбрали первым секретарём Брестского обкома КПБ. По инициативе Машерова в Брестской области началось ускоренное развитие машиностроения, а город Брест получил дополнительное финансирование на благоустройство в связи с особым статусом западного форпоста СССР. Активно содействовал увековечиванию обороны Брестской крепости: в 1956 году был открыт музей, а вскоре началась подготовка к строительству мемориального комплекса. Опыт по развитию прежде аграрной Брестской области Машеров впоследствии распространил на всю территорию Западной Белоруссии, что отразилось на её ускоренном развитии в 1960—80-е годы. Машеров уделял большое внимание развитию культуры и образования в Брестской области, изыскивал средства для покупки музыкальных инструментов и литературы. Жил в Бресте на улице Карла Маркса, в доме бывшего депутата Сейма; на работу обычно ходил пешком, без охраны. По воспоминанию космонавта Петра Климука, в Брестской области хорошо отзывались о деятельности Машерова.
Машеров также избирался депутатом Верховного Совета СССР 3-5-го и 7-10-го созывов.

### Первый секретарь ЦК КПБ

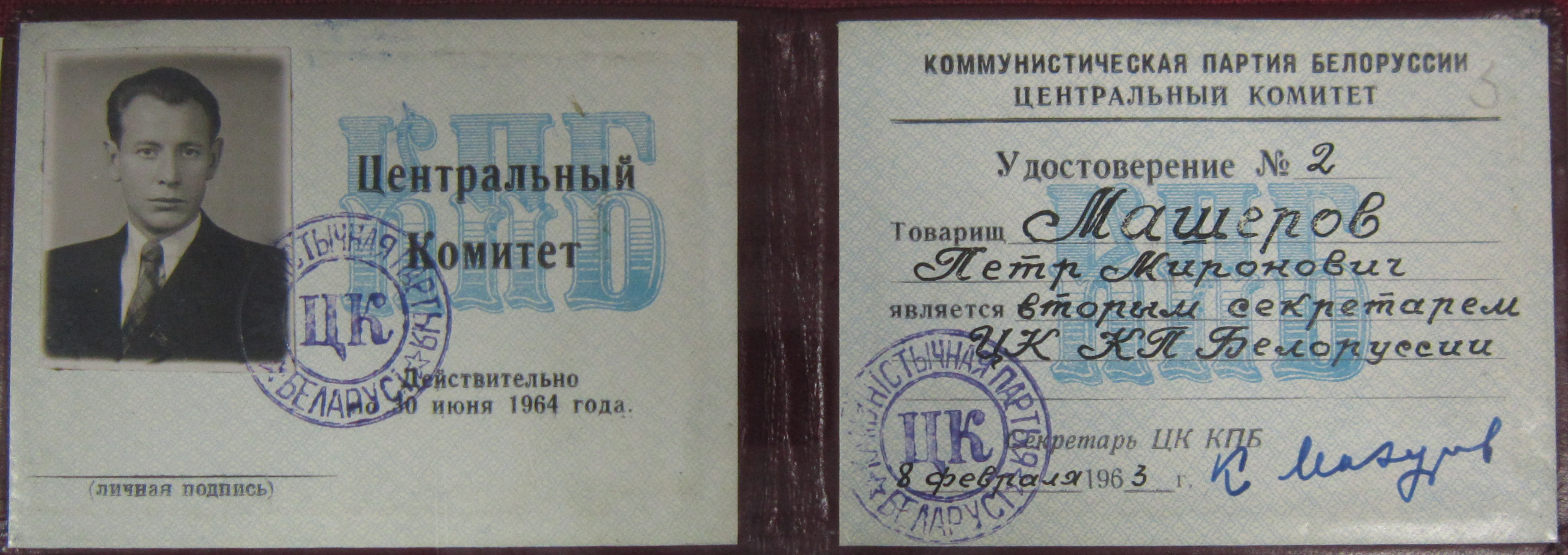
Удостоверение Машерова — второго секретаря ЦК КПБ. 1963 год.

С апреля 1959 года Машеров — секретарь, с 1962 — второй секретарь (отвечал за кадровую политику), а с марта 1965 года — первый секретарь ЦК КП Беларуси. Машерова повысили по рекомендации предшественника — уходившего на повышение Кирилла Мазурова — и благодаря активной поддержке партийцев, особенно бывших партизан. В Москве же, по воспоминаниям Михаила Зимянина, изначально рассматривали кандидатуру Тихона Киселёва для замены Мазурова. В 1966 году стал кандидатом в члены Политбюро ЦК КПСС и членом Президиума Верховного Совета СССР.
Период его руководства республикой ознаменован значительным экономическим подъёмом БССР. В период с 1965 по 1980 год в несколько раз вырос национальный доход, происходило активное развитие промышленности и сельского хозяйства. В этот период был построен ряд предприятий, в том числе гродненский химический комбинат «Азот», Новополоцкий химический комбинат «Полимир», Гомельский химический завод, Берёзовская ГРЭС. Благодаря личному вмешательству Машерова в Минске началось строительство метрополитена: Госплан СССР выступал за первоочередное строительство метро в Новосибирске, но Машеров написал письмо Брежневу и убедил его поддержать этот проект (архитектор Ярослав Линевич, впрочем, связывает одобрение строительства не с Брежневым, а с Косыгиным; по воспоминаниям Николая Слюнькова, вместе с Машеровым добивался строительства метрополитена и Тихон Киселёв). Поддерживая развитие сельского хозяйства в целом, Машеров сожалел о негативных эффектах от мелиорации Полесья.
Уже в начале правления Машеров поставил задачу довести валовой сбор зерновых до 9-10 миллионов тонн путём увеличения урожайности до 35 ц/га, хотя в начале 1960-х годов сбор зерновых составлял в среднем 2,3 миллиона тонн, а урожайность — 8,4 ц/га. При этом важнейшей целью этого плана стало желание обеспечить собственные продовольственные нужды БССР. Уже к 1977 году урожайность зерновых достигла 27 ц/га, а сбор зерна — 7,3 миллиона тонн. Для более быстрого внедрения достижений науки в сельское хозяйство Машеров предложил сделать секретарём ЦК КПБ по сельскому хозяйству учёного-биолога Виктора Шевелуху, которого хорошо знал. Это назначение было необычным, поскольку до ЦК КПБ он не имел опыта партийной работы, а был рядовым членом КПСС. Немало профессионалов для развития сельского хозяйства Машеров привлёк в обкомы и райкомы партии — во многом благодаря поддержке секретаря ЦК КПСС Фёдора Кулакова (для форсированного повышения рядовых коммунистов до уровня секретарей райкомов и обкомов требовалось разрешение ЦК КПСС). Поскольку Шевелуха активно занимался внедрением организационных и технологических инноваций в сельском хозяйстве, противники преобразований предпочитали критиковать именно его, а не Машерова.
Машеров одобрял «косыгинскую» экономическую реформу и требовал от республиканских министерств и ведомств разработать систему планирования, которая бы стимулировала экономическую заинтересованность предприятий. Причина была в его желании постепенно уйти от административно-командных методов управления экономикой в чистом виде. Только в БССР по инициативе Машерова регулярно проводились республиканские семинары по различным проблемам народного хозяйства.
Машеров уделял большое внимание развитию науки и образования. Он много интересовался деятельностью Академии наук БССР, проявляя наибольший интерес к физике, но также обращая внимание на развитие других наук. Используя багаж фундаментальных знаний, полученных при обучении в Витебском пединституте, Машеров часто обсуждал перспективы развития науки с президентом АН БССР Николаем Борисевичем, а также с академиками АН СССР Мстиславом Келдышем, Анатолием Александровым, Борисом Патоном, Александром Прохоровым, Николаем Басовым, Никитой Моисеевым и другими известными учёными. Машеров неоднократно содействовал покупке различными институтами нового оборудования — в частности, по предложению своего лечащего врача он организовал покупку первого в БССР эхокардиографа для НИИ кардиологии. Помимо развития академических институтов, он содействовал открытию ряда вузов в Минске и областных центрах — в частности, Брестского инженерно-строительного, Гомельского технического, Минского института культуры и искусств, Новополоцкого политехнического института. В системе профессионально-технического образования Машеров выступил инициатором комплексных мер, нацеленных не только на повышение качества образования, но также на борьбу с подростковой преступностью среди учащихся СПТУ. Предлагал использовать практические наработки педагога Антона Макаренко по созданию детских трудовых коммун. По поручению Машерова были сделаны серьёзные вложения в строительство при общежитиях спортивных залов, бассейнов, стадионов, тиров, в организацию клубов по интересам и культурного досуга. Выступал за изучение иностранных языков (не только английского, французского, немецкого, но и языков соцстран — польского, чешского, румынского, венгерского, китайского), передачу Минпросвещению школ МПС, выступал за поступление в вузы без трудового стажа. По воспоминаниям первого секретаря ЦК ЛКСМБ Константина Платонова, Машеров критиковал сложившуюся практику, при которой до 100 тысяч человек ежегодно выезжали из Белоруссии на ударные комсомольские стройки и обычно не возвращались на родину, видя в этом демографическую проблему. В целом, Машеров сохранил тесные связи с комсомолом и всячески поддерживал ЛКСМБ: например, по его инициативе была открыта Республиканская комсомольская школа при ЦК ЛКСМБ, одна из первых в СССР.
Машеров относился с большим уважением к творческой интеллигенции республики и тесно общался с крупнейшими деятелями культуры и искусства. Он содействовал строительству Дома литератора, специального дома с мастерскими для художников, помогал решать деятелям культуры бытовые проблемы. Машеров поддержал идеи и предложения художника Михаила Савицкого по развитию эстетического воспитания детей и юношества, что вылилось в разработку комплексной программы и привело к открытию новых музыкальных школ и училищ, художественных студий, центров эстетического воспитания. Пристальное внимание Машеров уделял развитию архитектуры и, в частности, архитектурного облика Минска. Он активно поддержал строительство Вилейско-Минской водной системы и связанного с ней водно-зелёного благоустройства столицы. Инициировал строительство Дворца республики, хотя после его смерти проект полностью изменили. Машеров участвовал и в обсуждении художественного оформления станций Минского метрополитена. Несмотря на то, что он не препятствовал разрушению существенной части исторической застройки центра Минска для строительства улицы Немига — дублёра Ленинского проспекта, впоследствии, по свидетельству Эммануила Иоффе, он сожалел о невозможности создать на Немиге квартал, аналогичный варшавскому Старому Месту. С именем Машерова связано создание мемориальных комплексов «Брестская крепость-герой» и «Хатынь», открытие Кургана Славы, мемориального комплекса «Прорыв». По воспоминаниям Заира Азгура, эскизный набросок Кургана славы сделал сам Машеров. Ему также удалось добиться присвоения Минску звания «город-герой», несмотря на сопротивление части союзного руководства.
В воспоминаниях, изданных в XXI веке, люди из окружения Машерова по-разному оценивают его отношения с Генеральным секретарём ЦК КПСС Леонидом Брежневым (от желания Брежнева повысить Машерова до ревности к его успехам и недоверия). При этом многие из них указывают на недоброжелательное отношение к Машерову со стороны секретаря ЦК КПСС Михаила Суслова, курировавшего идеологию. Иван Антонович, ссылаясь на воспоминания Михаила Зимянина, видел в качестве повода для нежелания Политбюро повышать Машерова его критику платформы еврокоммунизма на 24-м съезде КПСС. Сам Антонович полагал, что Машеров не стремился к переезду в Москву.
В 1978 году ему было присвоено звание Героя Социалистического Труда.

### Личность
Машеров любил балет и театральные спектакли, часто посещал постановки. Среди других его увлечений были чтение, баня, катание на водных лыжах, просмотр спортивных соревнований (в 1980 году он прервал отдых на Чёрном море, чтобы посмотреть отборочные матчи олимпийского футбольного турнира, проходившие в Минске). Часто и с удовольствием посещал Беловежскую пущу.
Машеров много путешествовал по районам Беларуси, обычно пользуясь для этого вертолётом Ми-8. Так, в 1978 году Белорусское управление гражданской авиации обслуживало полёты Машерова 104 раза (включая полёты за пределы республики), в 1979 году — 96 раз. Как правило, полёты с Машеровым на борту начинались в 4:00 — 4:30 утра и продолжались почти весь день со многими посадками и взлётами.
В конце 1970-х годов Машерову удалили почку. Операцию хотели выполнить в Минске, но по настоянию жены и для обеспечения режимных требований провели в Москве. По воспоминаниям его лечащего врача Николая Манака, Машеров не употреблял спиртных напитков, но много курил, а из-за напряжения на работе у него часто повышалось артериальное давление.
Обладал большим обаянием, интеллигентностью, простотой в общении, умением находить подход к каждому собеседнику, редко повышал голос.

 Пётр Машеров: «Не столько надо самому знать и уметь, сколько видеть хорошее в других людях. Тогда и сам будешь многое значить. Вот моя мораль, вот мой принцип. Поэтому если я и сержусь на людей, я всё равно их жалею и люблю. Поэтому я живу. Я очень люблю людей. Я ведь любому человеку могу все зубы выбить. Но я же ему потом и другие вставлю — лучшие, более верно действующие. Я очень люблю людей… И переживаю из-за недостатков, которые есть у многих»

 Он [Машеров] мог в короткое время «вздыбить», поднять людей, всю республику на преодоление самых сложных, иногда внезапно возникающих задач. Вспомним постигшие республику стихийные бедствия — засуху 1966 года, наводнение 1976 года. Многие тогда растерялись, запаниковали. И не случайно. Ибо создавалась явная угроза гибели посевов и урожая. Это грозило и голодом. И тут нужна была его стратегия, его воля и его твердость. В результате предпринятых руководством республики… мер, а также [при] помощи государства эти стихийные бедствия были преодолены. Так было и при создании крупнейших в республике новых промышленных центров и новых промышленных предприятий. И при строительстве Минского метрополитена. И при организации агропромышленных комплексов. И при форсировании жилищного строительства в республике— Выступление Александра Аксёнова в 2003 году

### Гибель

Памятник на могиле П. М. Машерова на Восточном кладбище в Минске

Пётр Машеров погиб 4 октября 1980 года в автомобильной катастрофе. В этот день в 14:35 он выехал от здания ЦК КП Белорусской ССР в сторону города Жодино на автомобиле ГАЗ 13 «Чайка», управлял которым 60-летний водитель Евгений Фёдорович Зайцев, давний знакомый и товарищ семьи Машерова ещё с партизанского времени, однако страдал радикулитом и должен был носить очки. Машеров сидел рядом с водителем, сзади — офицер охраны майор Валентин Фёдорович Чесноков. Вопреки существующим инструкциям впереди шла не машина ГАИ с соответствующей раскраской и мигалками, а обычная белая «Волга» с сигнально-громкоговорящей установкой (СГУ), но без мигалок.
Авария произошла на автодороге Москва — Минск, у поворота на птицефабрику рядом с городом Смолевичи.

Автомашина ГАИ двигалась сзади. Скорость кортежа была 100—120 километров в час. Дистанция между машинами 60—70 метров. Навстречу кортежу ехал МАЗ-500, за рулём которого находился водитель Николай Тарайкович, ему была дана команда остановиться. Грузовик стал тормозить, но тут его стал обгонять гружённый картофелем самосвал ГАЗ-САЗ-53Б под управлением водителя Николая Митрофановича Пустовита, который милицейской машины не видел.
Старший эскорта резко увеличил скорость, и передовая «Волга» пролетела буквально в нескольких сантиметрах от ГАЗа. Водитель Машерова повторить манёвр не успел. На скорости около 100 километров в час автомобили столкнулись — погибли все, кто был в «Чайке». Салон лимузина был засыпан картошкой из кузова грузовика.
Генеральной прокуратурой СССР совместно с КГБ СССР было проведено расследование, которое исключило умышленный характер преступления. Следственная группа пришла к выводу, что виновен водитель картофелевоза. Хотя охрана Машерова и милиционеры из группы сопровождения пренебрегли правилами уличного движения на загородной трассе и ведомственными инструкциями, не пустили впереди кортежа машин ГАИ специальной окраски и с включёнными проблесковыми маячками, также виноват был и погибший водитель Машерова, гнавший с большой скоростью, наказывать сопровождающих не стали.
В декабре 1980 года в Минске судили оставшегося в живых водителя Николая Пустовита. Он был признан виновным в нарушении правил безопасности движения, повлекшем смерть двух и более лиц. По словам генерал-лейтенанта МВД Беларуси Николая Ивановича Чергинца, в 1980 году заместителя начальника УВД Минской области, проводившего расследование, когда после аварии шофер понял, что случилось, то пытался совершить самоубийство (из интервью «Документальному кино» Л. Млечина — «Он пошёл в туалет и повесился, мы его сняли»). Пустовит получил 15 лет лишения свободы с отбыванием наказания в колонии общего режима. Родственники и супруга Машерова Полина Андреевна ходатайствовали о смягчении приговора и о его условно-досрочном освобождении. В 1982 году ему сократили срок по амнистии, а в 1985 году освободили.

### Версии и слухи
Вокруг смерти лидера белорусской компартии долгое время ходило множество слухов, прежде всего, о преднамеренном убийстве, тем более, что он был одним из главных претендентов на должность Председателя Совета министров СССР.
Катастрофу не считал случайной и Вячеслав Кебич, первый премьер-министр независимой Беларуси.
Отец не дожил до Пленума ЦК КПСС меньше двух недель. Всё было решено. Он шёл на место Косыгина. Я понимаю, что отец мешал многим. Именно тогда, в октябре 1980 года, «взошла звезда» Горбачёва.Н. П. Машерова
Нет ответа на главный вопрос — о трагической гибели лидера. Не всё понятно, а версии этого ДТП разные. Почему на том перекрёстке машина сопровождения отрывается на 150 метров?Аркадий Русецкий
В ходе предварительного следствия было установлено, что дежурного ГАИ УВД Минского облисполкома не предупредили о прохождении по трассе Минской области кортежа Машерова. Поэтому ГАИ не приняла необходимых мер. Однако этот факт объясняется тем, что Пётр Миронович обычно определялся с маршрутом уже в пути. С другой стороны, даже если бы дежурный ГАИ знал о маршруте следования, это не сыграло бы никакой роли, Пётр Машеров не разрешал перекрывать для себя дороги.
Не нашли подтверждения слухи и версии о том, что Пётр Машеров погиб не случайно, а авария была спланированной.
Машеров с почестями был похоронен в Минске 8 октября 1980 года на Восточном кладбище. На панихиде присутствовали десятки тысяч минчан. От ЦК КПСС на похороны кандидата в члены Политбюро приехал лишь секретарь ЦК Михаил Зимянин, а из секретарей компартий Союзных республик — Первый Секретарь ЦК КП Литовской ССР Пятрас Гришкявичюс. Это бросалось в глаза на фоне дружного празднования  70-летия Д. А. Кунаева, 1-го секретаря ЦК КП Казахстана, в феврале 1982 года в Алма-Ате, куда съехались руководители почти всех республик СССР. Этот факт подтверждает то, что Машеров не пользовался особой любовью среди членов Политбюро и Секретариата ЦК КПСС.

## Семья
Жена Полина Андреевна (1917 — 23 февраля 2002), урождённая Галанова из деревни Новые Чемоданы Шкловского района Могилёвской области, воевала с П. М. Машеровым в одном партизанском отряде.
Две дочери: Наталья (род. 1945, живёт в Минске) и Елена (род. 1949, живёт в Москве).
Брат — Павел Миронович (1914—1988), военачальник, генерал-майор.
Сёстры — Матрёна (род. 1908); Ольга Пронько (1924 — 9 сентября 2021), врач, автор книги «Семья Машеровых»; Надежда (род. 1930), врач.

## Факты
- Накануне Дня Победы Ярослав Евдокимов принял участие в правительственном концерте, где был Пётр Машеров. Бывшего партизана покорила песня «Поле памяти» Леонида Захлевного и Владимира Некляева, которую проникновенно спел певец, и вскоре он распорядился о присвоении Евдокимову звания заслуженного артиста Белорусской ССР[80].
- В преодолении преград Госкино к запуску съёмок фильма Элема Климова «Иди и смотри» большую роль сыграла поддержка бывшего партизана Петра Машерова.
- Дочь Петра Машерова, Наталья Машерова, выставляла свою кандидатуру на президентских выборах 2001 года в Беларуси, однако впоследствии снялась с выборов[81].

## Награды и звания
- Герой Советского Союза (1944);
- Герой Социалистического Труда (1978);
- Семь орденов Ленина (15.08.1944; 28.10.1948; 18.01.1958; 12.02.1968; 02.12.1971; 12.12.1973; 10.02.1978);
- Орден «Георгий Димитров» (1978) (НРБ)
- Медаль «Партизану отечественной войны» I степени (15.01.1944)
- Советские и иностранные медали.
- Кубинская медаль «XX годовщина»[82]

## Память

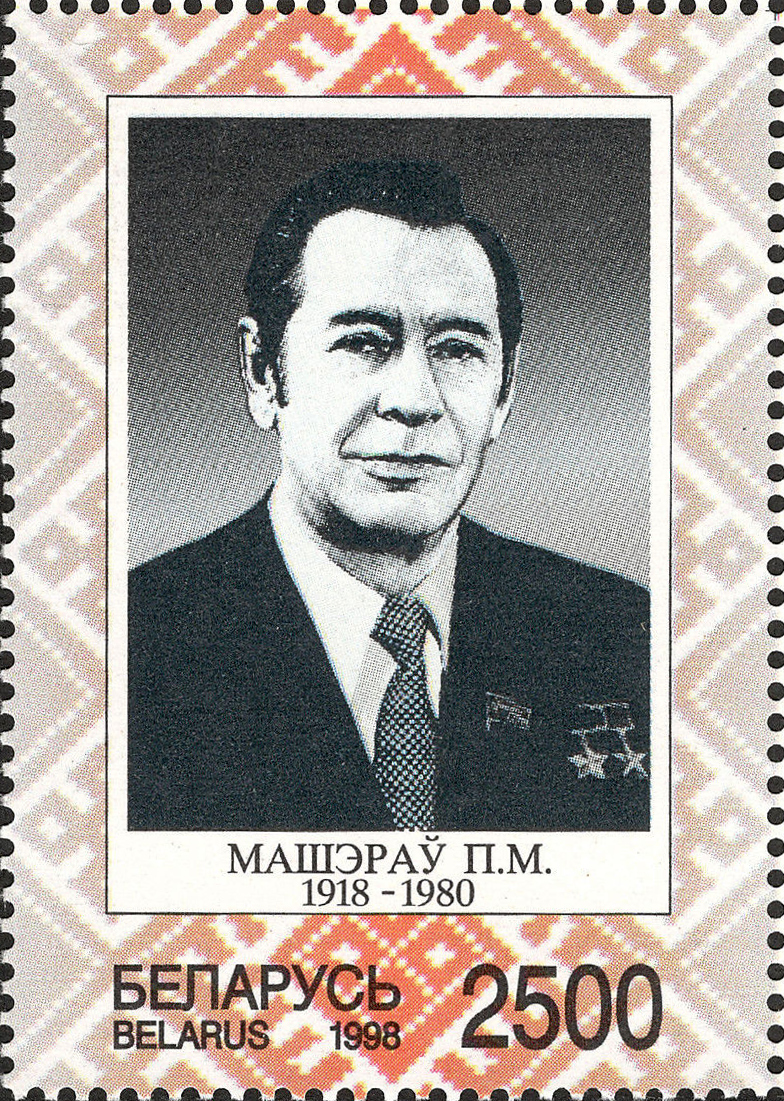
Почтовая марка Республики Беларусь, 1998 год

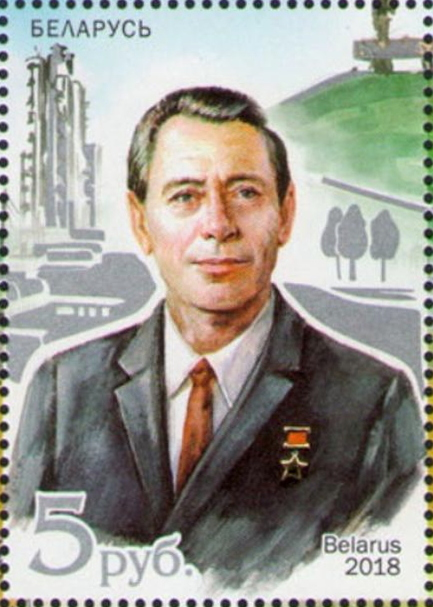
Почтовая марка Республики Беларусь, 2018 год

Именем Петра Машерова в Беларуси названы многие объекты.
Топонимика
- В 1980 году Парковая магистраль, один из центральных проспектов Минска, был назван именем Машерова (однако в 2005 был переименован в проспект Победителей).
- Проспектом Машерова были названы улицы Варвашени, Н. П. Дрозда, улица Иерусалимская[83].
- Именем П. М. Машерова названы проспекты в Бресте и Барановичах, улицы в Сморгони, Лиде, Лунинце, Клецке и Давид-Городке.

Организации
- Имя П. М. Машерова носят ГП «Совхоз имени Машерова» (д. Мошканы Сенненского района Витебской области), а также СПК «Машеровский» (д. Крытышин Ивановского района Брестской области).
- В 1998 году имя П. М. Машерова присвоено Белорусскому республиканскому госпиталю инвалидов Великой Отечественной войны.
- В 2002 году имя П. М. Машерова присвоено предприятию ОАО «Минский завод автоматических линий».
- Именем П. М. Машерова назван крупный комплекс по оказанию социальных услуг в Минске (РУП «Комплекс по оказанию услуг имени П. М. Машерова»).

Учреждения образования
- В 1998 году Витебскому государственному университету присвоено имя П. М. Машерова[84]. Лицей Витебского государственного университета имени П. М. Машерова[85].
- УО «Брестский государственный областной общеобразовательный лицей»[86] (Решение Брестского облисполкома № 285 от 05.05.2005).
- Средняя школа № 137 г. Минска[87] (Первомайский район). П. Машеров курировал её строительство в начале-середине 1970-х годов. 
  - Народный музей «Петр Миронович Машеров» ГУО «Средняя школа № 137 г. Минска имени П. М. Машерова»[88].
- Средняя школа в Россонах[89], в которой преподавал Пётр Миронович. Одна из экспозиций школьного музея посвящена П. М. Машерову.
- Средняя школа № 16 г. Лиды[90][91]. Одна из экспозиций школьного музея посвящена П. М. Машерову.

Памятник, скульптура

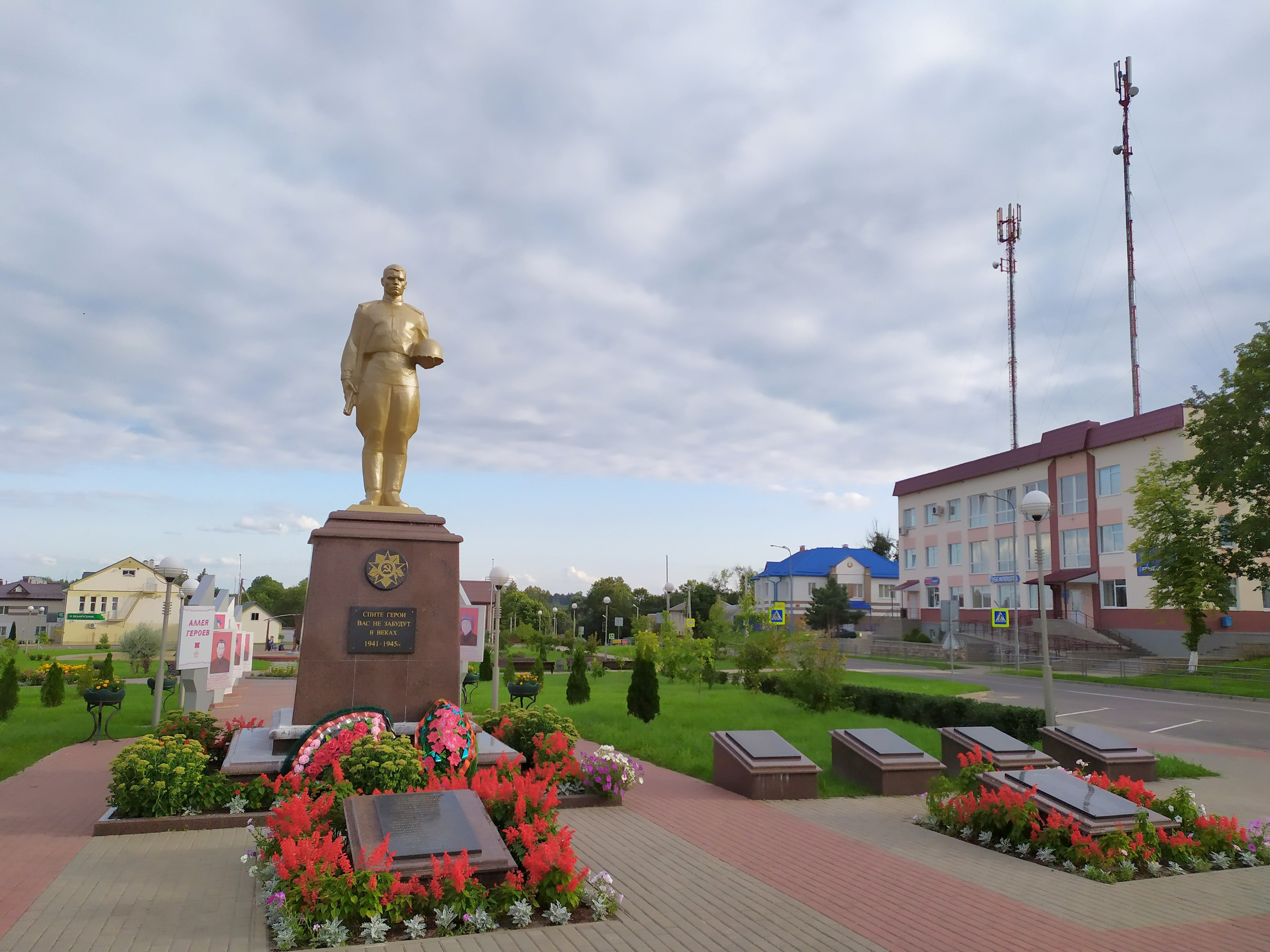
Аллея Героев в Сенно

- Аллея Героев в СенноПамятник Петру Мироновичу Машерову в Витебске (1980). Скульптор — Заир Азгур, архитектор — Юрий Казаков.
- Мемориальная доска на доме № 1 в Минске.
- На доме № 13 по улице Красноармейской, где жил П. М. Машеров, установлена мемориальная доска.

Иное
- Имя П. Машерова присвоено грузовому кругосветному теплоходу, прикреплённому к Балтийскому морскому пароходству.
- Ежегодно в Сенненском районе проводятся марафоны, а в Витебске и Витебской области — соревнования по спортивному ориентированию, посвящённые памяти Петра Машерова.
- Ежегодная международная научно-практическая конференция студентов, аспирантов и молодых ученых «Машеровские чтения» в Витебском государственном университете.
- Фотоснимки и другие документы в фондах Белорусского государственного музея истории Великой Отечественной войны[92][93].
- Также в 2018 году было предложено присвоить Минскому метрополитену имя Петра Машерова, т. к. во многом благодаря П. Машерову в Минске начали проектировать и строить метрополитен.
- Имя П. М. Машерова на Аллее Героев в Сенно (Витебская область, Беларусь).

## В филателии и нумизматике
- 12 февраля 1998 года выпущена в обращение почтовая марка «80 лет со дня рождения П. М. Машерова (1918—1980)»[94].
- 26 февраля 2018 года выпущена в обращение почтовая марка «100 лет со дня рождения Петра Машерова»[95].

## Комментарии
1. ↑  Мирон Васильевич Машеро (1882 г., д. Ширки — 20 марта 1938 года, станция Сухобезводное Горьковской железной дороги) был арестован 8 декабря 1937 г. и осуждён 28 декабря 1937 г. на 10 лет ИТЛ за антисоветскую агитацию. Реабилитирован 17 августа 1959 г. Верховным судом БССР[3]
2. ↑  Дарья Петровна Машерова, урождённая Ляховская (1888—1942) вместе с другими жителями села Россоны за связь с партизанами была расстреляна гитлеровцами 9 (по другим данным — 16) сентября 1942 года
3. ↑  Из представления на присвоение звания: «В обстановке неслыханного террора, когда многие местные работники потеряли веру в победу нашей страны, тов. Машеров с большой решительностью и исключительной осторожностью объединил вокруг себя молодёжь м. Россоны… Первый организатор партизанского движения в Россонском районе Витебской области, которое в дальнейшем выросло во всенародное восстание и создало огромный партизанский край в 10 тысяч квадратных километров, полностью сбросивший немецкое иго и восстановивший Советскую власть. Дважды раненый, товарищ Машеров за время двухлетней борьбы с немецкими захватчиками проявил личное мужество и отвагу, отдавая все свои силы, знания и способности этой борьбе и не жалея своей жизни. Достоин присвоения звания Героя Советского Союза»[19]

## Фильмы и телепередачи
- HTВ (2006). Следствие вели. Выпуск 27. Убить реформатора. Первый секретарь ЦК компартии Беларуси Петр Машеров.  40:00 мин. Sledstvie-Online.ru © 2016.
- HTВ (2014). Гибель Петра Машерова. Автокатастрофа по сценарию. Дело тёмное.  45:00 мин. NTV © 2016.
- HTВ (2011). Пётр Машеров. Кремлёвские похороны. Кремлёвские похороны. серия -11.  44:00 мин. NTV © 2016.
- В байопике «За полчаса до весны» (2023) в роли Машерова - актёр Анатолий Лобоцкий

## Статьи и публикации
- Андрей Довнар-Запольский. У Машерова были французские предки? // АО ИД «Комсомольская правда» : Сетевое издание. — 2008. — 21 февраля.
- Людмила Селицкая, Вячеслав Селеменев. О том, как в Москве Машерова «разбирали» // Историческая правда : Исторический альманах. — 2015. — 11 ноября.
- Владимир Величко. Отца Машерова уничтожили в ГУЛАГе : Сетевое издание. — 2008. — 13 февраля.
- П. М. Машеров — выдающийся общественный, государственный и политический деятель // Новополоцк : Официальный сайт. — Республика Беларусь, 2008. — 12 февраля.
- Дмитрий Болкунец. Петр Машеров спустя десятилетия остается самым авторитетным политиком Беларуси // Радиостанция «Эхо Москвы» : сайт. — 2013. — 14 февраля.
- Ольга Шестакова. Премьер-министр Беларуси в 1990 - 1994 годы Вячеслав Кебич: Авария, в которой погиб Машеров, не была случайной… // АО ИД «Комсомольская правда» : Сетевое издание. — 2008. — 1 февраля.
- Загадки Петра Машерова // Советская Белоруссия : сетевое издание. — 2008. — 14 февраля.
- Александр Музафаров. Что погубило Машерова // Столетие : Инфрпмационно-аналитическое издание. — 2010. — 11 октября.
- Пресс-служба Президента РБ. Глава государства принял решение о переименовании ряда улиц Минска // Kraina.BY : сетевое издание. — 2005. — 11 мая.
- Наталья Машерова объяснила, почему она сняла свою кандидатуру с президентских выборов // NEWSru.com : Новостной портал. — 2001. — 5 июля.
- Евдокимов Ярослав Александрович. Биография. Ярослав Евдокимов. Официальный сайт (2016). Дата обращения: 27 апреля 2016. Архивировано 3 мая 2016 года.